# デュッセルドルフ・アレーナ
デュッセルドルフ・アレーナ（Düsseldorf Arena）は、ドイツ・ノルトライン＝ヴェストファーレン州デュッセルドルフにあるサッカー専用スタジアム。フォルトゥナ・デュッセルドルフがホームスタジアムとして使用している。ライン近くにあったラインシュタディオンを解体した上、2004年に完成した。

## 概要
スタジアム当初はLTUインターナショナルが命名権を取得して、LTUアレーナと呼ばれていた。命名権が切れた2009年以降、エスプリ・ホールディングスが新たに取得し、エスプリ・アレーナになった。2018年にゲーミング会社ガウゼルマンが命名権を取得。メルクール・シュピール＝アレーナ (Merkur Spiel-Arena)と命名された。契約は10年間で1シーズン当たり300万ユーロとなる.。
スタジアムは51500人収容とFIFAワールドカップ基準を満たしているが、2006年のFIFAワールドカップドイツ大会の会場には選ばれなかった（同じヴェストファーレン州からはドルトムント、ケルン、ゲルゼンキルヒェンの3都市が選ばれている）。NFLヨーロッパのワールドボウルでは2005年と2006年に行われた。サッカーのフォルトゥナ・デュッセルドルフの本拠地でもある。
2010年にはアメリカンフットボールの国際親善試合ジャーマン・ジャパン・ボウルが、2010年と2011年にはレース・オブ・チャンピオンズが、2011年に第56回ユーロビジョン・ソング・コンテストの会場に決定した。ただしデュッセルドルフ市の意向によりデュッセルドルフ・アレーナとして変更された。なおサッカーの国際試合も同様。2022年のサッカー日本代表親善試合やUEFA EURO 2024の会場としても使用予定。
またボクシングとしてはウラジミール・クリチコの世界タイトルマッチを2010年3月（対戦相手：エディ・チェンバース）と2012年3月（同：ジャン＝マルク・モルメク）に行われた。
2024年のEHF EURO2024開幕戦では53,586人を動員。

## 開催された主な試合
- 国際Aマッチ (ドイツ代表)

| 日付           | ホームチーム | 結果 | アウェーチーム | 大会               |
| -------------- | ------------ | ---- | -------------- | ------------------ |
| 2005年2月9日   | ドイツ       | 2-2  | アルゼンチン   | 親善試合           |
| 2007年2月7日   | ドイツ       | 3-1  | スイス         | 親善試合           |
| 2009年2月11日  | ドイツ       | 0-1  | ノルウェー     | 親善試合           |
| 2011年10月11日 | ドイツ       | 3-1  | ベルギー       | UEFA EURO 2012予選 |
| 2014年9月3日   | ドイツ       | 2-4  | アルゼンチン   | 親善試合           |
| 2018年5月23日  | ドイツ       | 1-1  | スペイン       | 親善試合           |
| 2021年6月7日   | ドイツ       | 7-1  | ラトビア       | 親善試合           |

- 国際Aマッチ

| 日付          | チーム#1       | 結果 | チーム#2   | 大会     |
| ------------- | -------------- | ---- | ---------- | -------- |
| 2008年3月26日 | ギリシャ       | 2-1  | ポルトガル | 親善試合 |
| 2022年9月23日 | アメリカ合衆国 | 0-2  | 日本       | 親善試合 |
| 2022年9月27日 | 日本           | 0-0  | エクアドル | 親善試合 |

## ギャラリー

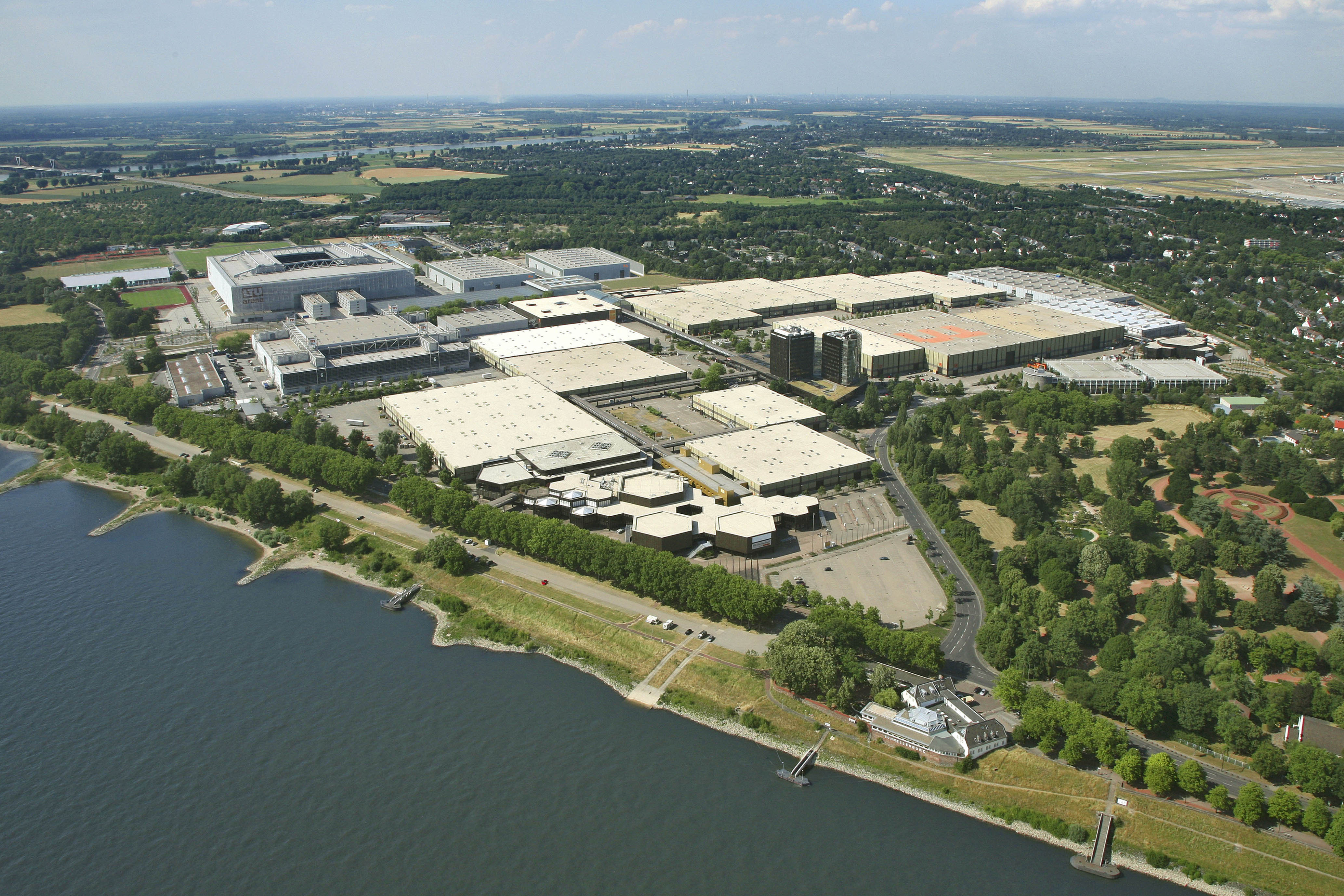
スタジアム周辺の空撮
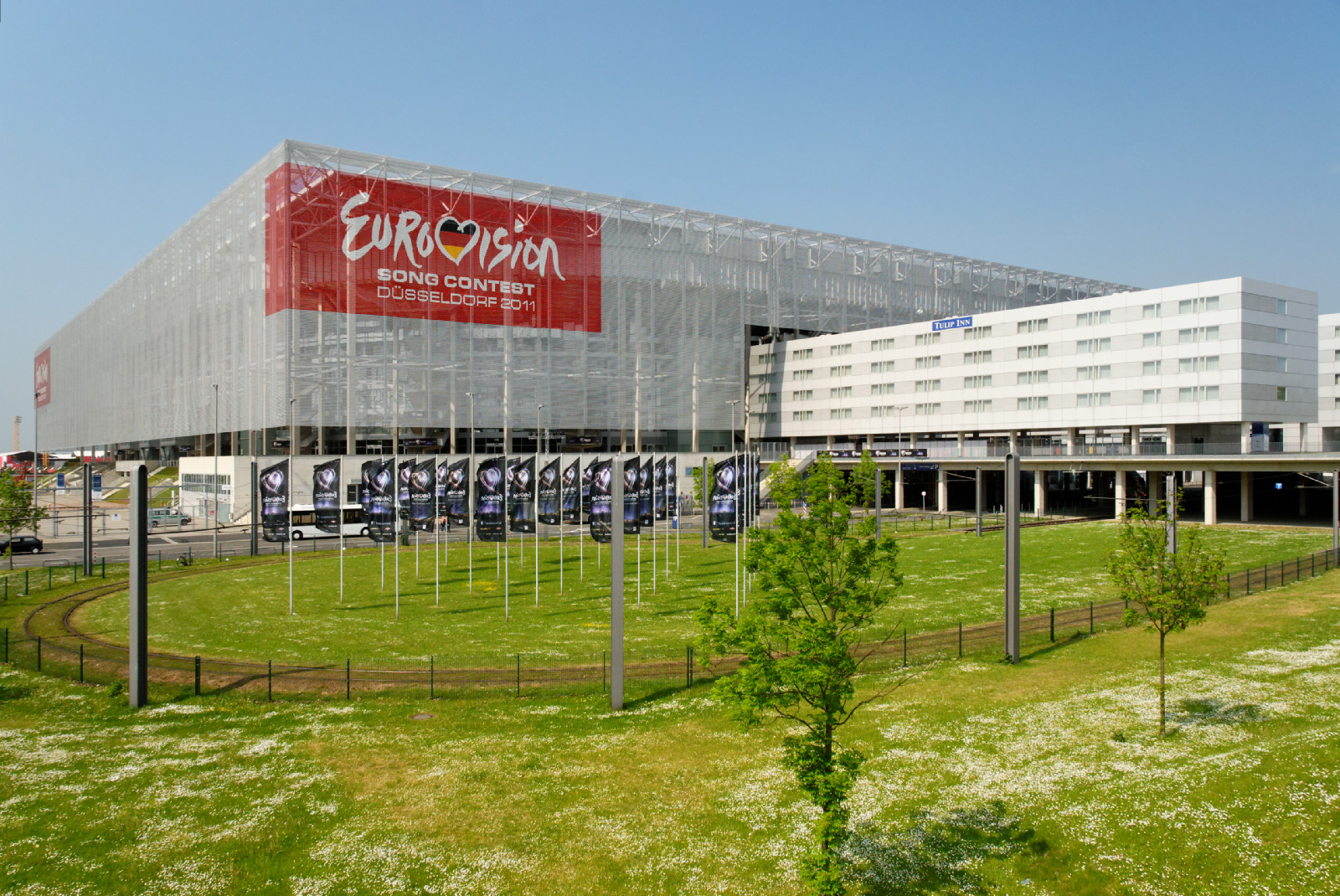
2011年の外観
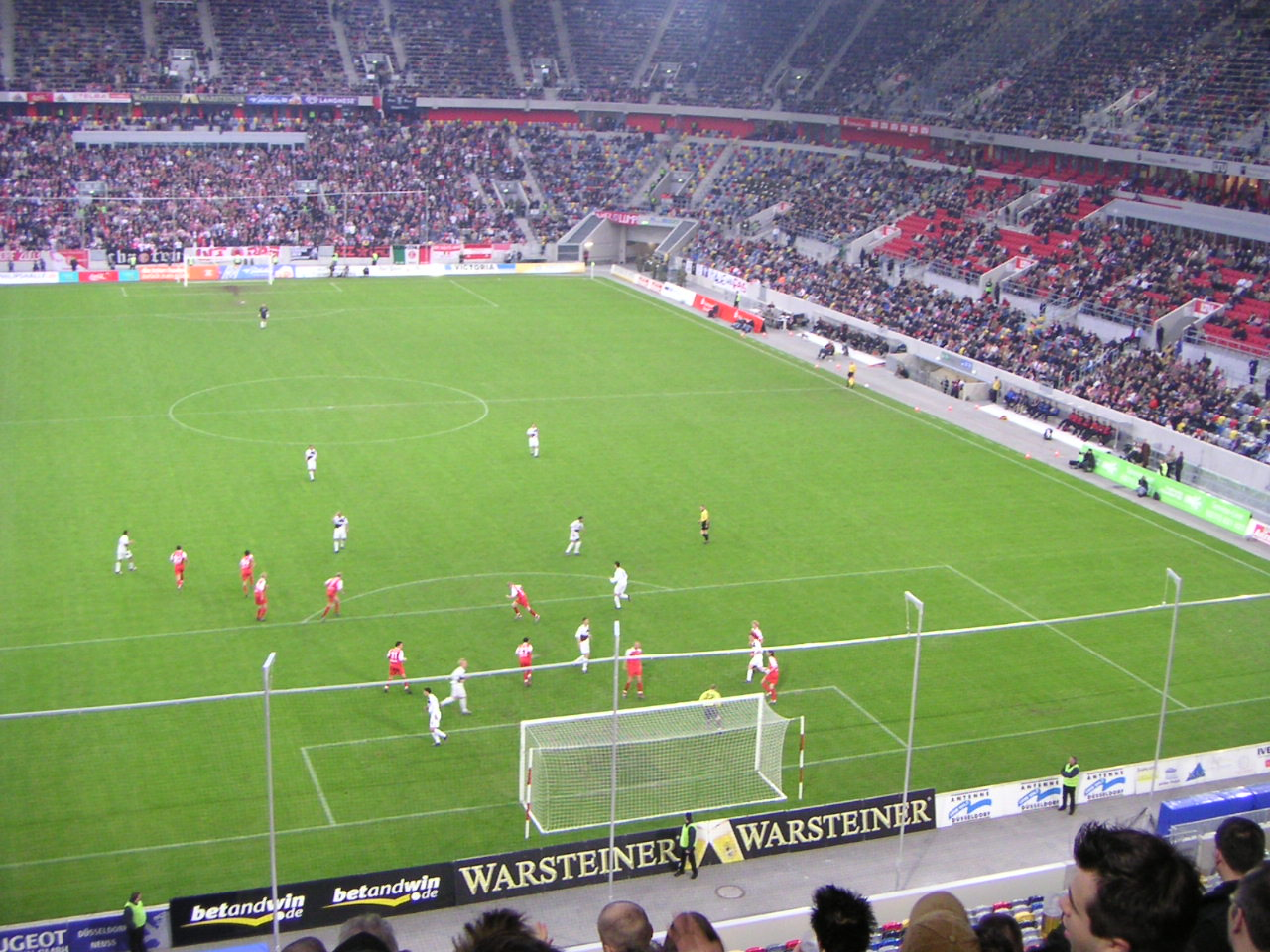
2005年の内観

## エアベルリン・ワールド
エアベルリン・ワールドはユーロビジョン・ソング・コンテスト2011開催に伴い、作られた臨時仮設スタジアム。エア・ベルリンが命名権を取得した。愛称はレナ・アレーナ。フォルトゥナ・デュッセルドルフのホーム残り3試合とUEFA U-17欧州選手権2011予選の ドイツVS ウクライナが行われた。